# Operações integradas
Na indústria do petróleo, as operações integradas (Integrated Operations - IO) se referem a novos processos de trabalho que estabelecem novos conceitos colaborativos para a produção de petróleo e gás. Tais conceitos foram facilitados pelas novas tecnologias de informação e comunicação desenvolvidas nas últimas décadas. Um exemplo é a operação multidisciplinar ou colaborativa de plantas de processamento de óleo.
De certo modo, as operações integradas são um movimento de renovação da indústria de petróleo e gás, que precisa rever suas formas de trabalhar para atender aos desafios de se produzir combustível fóssil numa economia mundial que cresce em demanda por este produto e num cenário de forte amadurecimento das jazidas existentes, o que implica o declínio da produção.
Uma operação integrada em malha rápida, por exemplo, tem a eficiência da produção como principal foco. Para se conseguir manter a eficiência em níveis competitivos, é extremamente importante que exista um acompanhamento on line dos  sistemas produtivos. Cabe ressaltar neste ponto, a fantástica evolução dos sistemas de automação e informação que nos permitem, hoje, ter quaisquer informações na palma da mão.
No entanto, de nada vale uma disponibilidade imensa de dados se não há meios de se transformá-los em informação e conhecimento para, por exemplo, serem utilizados num processo decisório.

## Conceitos
De fato, a atual disponibilidade absurda de dados pode nos trazer um mundo de possibilidades quando se trata de sua utilização. Mas a mais importante delas, no conceito de operações integradas, é a de se obter a informação que formará o conhecimento mínimo necessário para a tomada de decisão. Neste cenário de acompanhamento contínuo destes dados, é concebido na indústria de óleo e gás a vigilância dos processos de produção.
Vigilância é quando um usuário, uma pessoa ou um profissional toma conta de alguém ou de algo.
No caso da vigilância de processos de produção, o objetivo é o monitoramento contínuo de variáveis de processo para que decisões sejam tomadas de forma rápida e com embasamento técnico adequado.
O conceito de vigilância pode ser considerado um novo processo de trabalho em operações integradas. Seu produto principal é a disponibilização de informação especializada acerca do objeto, ou seja, informações sobre o que está sob vigilância. Tais informações são extremamente importantes para toda a cadeia produtiva, uma vez que representa o status mais recente do sistema de produção.
Cabe ressaltar que o produto da vigilância são informações e não apenas dados. Isto indica que uma interpretação dos dados, seja pelo ser humano ou por uma máquina, já foi feita, gerando as informações que contribuirão para o aprimoramento do conhecimento relacionado ao sistema vigiado permitindo que decisões cada vez mais acertadas, sejam tomadas.
Um aspecto interessante dos ambientes de vigilância é que eles costumam ser, em geral, a primeira fase de um projeto completo de operações integradas em uma indústria. Isto acontece justamente pelo fato de se poder através deles, obter o máximo de informações (e não apenas dados) de um sistema produtivo que irão embasar todas as decisões de curto, médio e longo prazos para o sucesso operacional e econômico do sistema petrolífero.
O grande objetivo das operações integradas é a obtenção de uma visão geral e integrada de todos os processos de produção, de forma que se possa, a partir desta figura holística, embasar os processos decisórios e guiá-los para o sucesso. É como mencionado por Calvert, Heddle, Stenhouse e Woodman em artigo para o Intelligent Energy: "A picture says a thousand words".
Um exemplo que pode ser bem didático é oriundo das operações integradas aplicadas à gestão de cidades. Dados de poluição atmosférica podem ser apresentados em uma tabela que relaciona posição geográfica (latitude e longitude) com a análise da qualidade do ar naquela região. Tais dados apresentados desta forma (tabela) podem ser obviamente iterpretados, porém com algum esforço. No entanto, se utilizarmos um mapa cartográfico associado aos dados da tabela de análise da qualidade do ar, poderemos ter uma visão imediata de quais são as áreas de um determinado município que sofrem mais com a qualidade precária do ar. Inclusive é possível relacionar outros dados como os de incidência de problemas respiratórios na população e tirar importantes conclusões que podem subsidiar decisões de gestão mais efetivas.
Uma forma de se agregar dados e informações que tem sido utilizado na indústria do petróleo é a técnica de integração de modelos de simulação com os dados reais provenientes do sistema de automação das plantas produtivas. Tal associação pode auxiliar nas decisões de investimentos em capacidade de produção através de uma análise mais profunda de dados reais ou inferidos através de uma simulação integrada entre reservatório, poço, linhas de produção e unidade de separação conforme pode ser visto no artigo "State-of-art digital oilfield implementation in Petrobras Campos Basin".

## Associações
1. Campos Inteligentes
2. Digital Oil Fields for the Future (DOFF)
3. Gerenciamento Digital Integrado
4. Integrated Operations
5. Smart Fields